# Aladin et la lampe merveilleuse
Aladin et la lampe merveilleuse és una pel·lícula d'animació francesa dirigida per Jean Image i estrenada el 1970. Està inspirada en el conte d'Aladí de Les mil i una nits i pensada per a un públic infantil. Es va fer només amb un equip de 50 persones, amb baix pressupost i amb només vuit mesos per a realitzar-la.

## Argument
Un mag d'Àfrica, que es cansa de la seva immensa fortuna i desitja el poder absolut, consulta l'amo de les tenebres amb l'ajuda de la seva bola màgica. Aquest famós amo de les tenebres li revela que existeix una làmpada meravellosa, guardada per genis a Àsia però que només una mà innocent de nen se'n podrà apoderar. Llavors, el mag de l'Àfrica s'envola per la Xina amb el seu estimat mussol blau. Coneix Aladí, un noi molt pobre, que viu amb la seva mare i el seu lloro. L'engalipa fent-se passar pel seu riquíssim oncle, germà del pare d'Aladí, Mustafa, mort feia molts anys. Guanya la seva confiança, i la de la seva mare, oferint-li sumptuosa roba. Marxen llavors tot dos cap al palau de Xerezade. El mag dona a Aladí un anell màgic que, amb el nom de Mustafà (repetit tres vegades) ve en ajuda i li permet obrir totes les portes. Aquest últim està encarregat de recuperar només la làmpada meravellosa. Quan finalment arriba, adonant-se de l'error del mag, decideix guardar-lo per a ell. Ofereix llavors tot el que desitja i demana fins i tot la mà de la filla del sultà amb qui s'ha encapritxat. El sultà accepta a condició que el jove vagi al palau amb un sumptuós seguici de quaranta elefants blancs, provant així la seva riquesa. Però desgraciadament, el mag, desitjant venjar-se, es disfressa de mendicant i roba la làmpada d'Aladí després s'endú la princesa. El sultà acusa injustament Aladí i li dona un dia per trobar la seva filla sinó, el matarà. Aladí aconsegueix trobar la seva estimada gràcies al seu anell màgic. Després d'haver pegat el mag, s'apodera de la làmpada meravellosa. Llavors, tanca el mag i el seu mussol "de la mala sort" a la seva pròpia bola màgica. Ara, Aladí es pot casar amb la princesa.

## Veus originals
- Gaston Guez: Aladí
- Henri Virlojeux: El màgic d'Àfrica
- Claire Guibert: La mare de la princesa
- René Hiéronimus: Hou-hou
- Lucie Dolène: La princesa
- Fred Pasquali: El geni de la bola
- Georges Atlas: El geni de la làmpada
- Richard Francoeur: El sultà
- Michel Gudin: El narrador
- Paul Guez: Aladí, de nen
- Jean-Pierre Leroux: Aladí, adolescent
- Lita Recio: Can-Can